# Halina Zalewska (malarka)
Halina Zalewska (ur. 12 marca 1956 w Radzyniu Podlaskim) – polsko-holenderska artystka plastyk.

## Życiorys
Halina Zalewska naukę rozpoczęła w 1970 w Liceum Plastycznym im. Stanisława Wyspiańskiego w Jarosławiu, a następnie studiowała w latach 1975–1980 rzeźbę w Akademii Sztuk Pięknych w Warszawie u profesorów Jerzego Jarnuszkiewicza i Grzegorza Kowalskiego, kończąc studia z wyróżnieniem. Podczas studiów poznała Holendra Hansa Labana, który od roku 1979 studiował na warszawskiej ASP i poślubiła go w 1981 roku. Kontynuowała studia w Rijksakademie voor Beeldende Kunsten (Państwowej Akademii Sztuk Pięknych) w Amsterdamie. Od 2002 roku jest wykładowcą w Akademie voor Kunst en Vormgeving St. Joost (Akademii Sztuki i Designu St. Joost) w Bredzie oraz w ’s-Hertogenbosch. Brała również udział od 2003 roku w międzynarodowych projektach Rotary Club Utrecht International („Dzielenie się wielokulturowymi doświadczeniami”).
Jej prace są poświęcone m.in. twórczości literackiej Bruno Schulza i podobieństwu ruin Warszawy 1944 i Aleppo 2015.
Jej prace są regularnie eksponowane w całych Niderlandach, znajdują się również w prywatnych kolekcjach w kraju i za granicą.